# Crassula micans
Crassula micans är en fetbladsväxtart som beskrevs av Vahl och Henri Ernest Baillon. Crassula micans ingår i släktet krassulor, och familjen fetbladsväxter. Utöver nominatformen finns också underarten C. m. vavarana.